# Mistrzostwa Rumunii w rugby union (1960)
Mistrzostwa Rumunii w rugby union 1960 – czterdzieste piąte mistrzostwa Rumunii w rugby union.
Tytuł mistrzowski obroniła drużyna CFR Grivița Roșie. Końcowa kolejność:
1. CFR Griviţa Roșie
2. CCA
3. Dinamo